# Гунбін Олексій Ігорович
Олексій Ігорович Гунбін (нар. 8 листопада 1992, Суми, Україна) — український лучник, призер чемпіонату світу та Європи в командній першості. Учасник збірної України на літніх Олімпійських іграх 2020 року.

## Спортивні досягнення
У 2018 році здобув свою першу нагороду на великих турнірах. На чемпіонаті світу зі стрільби з лука в приміщенні разом з Георгієм Іваницьким та Віктором Рубаном став бронзовим призером в командній першості. В індивідуальній першості він поступився у чвертьфіналі. На чемпіонаті Європи він також зупинився на стадії чвертьфіналів.
У 2019 році на четвертому етапі Кубка світу, що проходив у Берліні, став срібним призером у командній першості. У команді з Георгієм Іваницьким та Сергієм Макаревичем він поступився збірній Туреччини у фіналі. Це медаль була єдиною для збірної України протягом усього сезону на етапах Кубка світу.
У 2021 році на чемпіонаті Європи у команді разом із Георгієм Іваницьким та Іваном Кожокаром став срібним призером змагань. В індивідуальній першості посів 33 місце.
На Європейському кваліфікаційоному турнірі Гунбін зумів перемогти у чвертьфіналі Георгія Іваницького, забезпечивши собі ліцензію на Олімпійські ігри. У командних змаганнях збірна України дойшла до півфіналу, де поступилися збірній Індонезії. У матчі за 3-тє місце, яке дозволяло отримати олімпійську ліцензію, збірна України поступилася збірній Франції.